# Свети Августин (колеж в Пловдив)
Колежът „Свети Августин“, наричан Френският колеж, е мъжко католическо (средно) училище, съществувало в края на XIX и първата половина на XX век в Пловдив.
То е сред най-важните католически културни средища в страната и играе важна роля в подготовката на българската интелигенция. Само за няколко години си спечелва международно признание, успешно подслонява и елитарно ограмотява младежи от различни вероизповедания и националности. Кръстен е на Свети Августин.

## История
Конгрегацията на Успенците е основана през 1850 г. от отец Емануел Д'Алзон главен викарий на диоцеза в град Ним – Франция и директор на колежа Успение Богородично. Първата им мисия в чужбина е в България. Дейността на успенците по българските земи датира от началото на 60-те години на ХIХ век. Монасите Галабер, Бартелеми и братята Александър и Жак Шилие, които били образовани в реномирани европейски университети, идват в Пловдив през 1863 г. и със собствени средства и труд построяват до църквата „Свети Лудвиг“ първото българско католическо (началното) училище „Свети Андрей“. Институциите на успенците в Пловдив и в други български градове са едни от най-здравите и сигурни основи, върху които се гради и крепи българското униатство.
Колежът „Св. Августин" отваря врати на 3 януари 1884 г. Заслугата за това има успенският свещеник Александър Шилие. Училището започва само с десет ученици, но бързо се развива в пълно средно учебно заведение. Първоначално училището е настанено в бивш турски чифлик. Най-атрактивните страни на даваното в него образование, които карат родителите да го избират за своите деца, са отличната подготовка по френски и други чужди езици, западноевропейската култура и строгата дисциплина. От 1890 г. до 1908 г. под ръководството на Ели Бикмар колежът придобива авторитета на истинска френска гимназия. От учебната 1893 – 1894 към колежа е създаден и пансион. През 1897 г., когато завършва първият гимназиален випуск, учебното заведение е признато официално от Министерството на народното просвещение (МНП).
Поради големия наплив на ученици се налага разширяването му и през периода 1904 – 1908 е изградена нова, модерна триетажна сграда, проективана от архитект професор Мариано Пернигони. През 1904 г. е построено първото триетажно крило, а през 1907 г. – второто. Сградата е в стил неокласицизъм, еклектика и имитация на европейски образци с привнесени романтични елементи. Днес на това място се намира Пловдивската духовна семинария.
През учебната 1911 – 1912 в колежа учат 270 ученици, от които 107 пансионери.
По време на Балканската война учебните занятия са преустановени, а колежът е превърнат в болница със 150 легла. След войната ръководството отново се заема с преподаване, като мисли и за разширение. Собствениците на съседните имоти обаче искат прекалено високи цени. Едва през април 1914 г. е положен основният камък на новата пететажна сграда извън града, близо до Сточна гара. Сградата е също по проект на архитект Мариано Пернигони. Избухването на Първата световна война спира строежа и той е подновен отново през 1919 г.
Новата сграда официално е открита през 1921 г. (в тази сграда днес се помещава Ректората на Пловдивския университет „Паисий Хилендарски“). През 1922 г. пред сградата на колежа е изграден малък паметник на патрон на колежа – Св. Августин. Почти 30 години по-късно паметникът е демонтиран и на същото място за кратко е поставена статуя на Васил Коларов.
През 1923 г. ръководството на колежа купува парцел от общината за 1,5 млн. лв. и строи игрището „Св. Августин“. То дълго време е единственото игрище в Пловдив, където се провеждат футболни, баскетболни, волейболни и тенис мачове. Днес на това място се намира стадион „Христо Ботев“, който по-възрастните пловдивчани още наричат с името „Колежа“.
Доближавайки се до характера на първоначалната сграда, архитект Камен Петков проектира разширението на колежа в строги геометрични линии. През 1932 г. е построено и западното крило на новата сграда.
От завършилите до учебната 1931 – 1932 г. 95 стават търговци, 45 инженери, 38 лекари, 30 индустриалци, 20 адвокати, 20 чиновници, 20 учители, 14 офицери, 12 банкери, 10 архитекти, 10 дипломати, а също неколцина зъболекари, съдии, книжари, печатари и представители на други професии. Когато през 1934 г. се чества 50-годишният юбилей на колежа, в него вече се обучават повече от 500 ученици.
Повечето от възпитаниците на колежа са православни, има евреи, арменци, мохамедани, дори будист. Френските монаси непрекъснато ги учат на родолюбие – изследват българската история, издават в Париж книги за България, публикуват в западната преса статии за красотите на България и качествата на нейния народ.
Учебното заведение разполага с богата библиотека, духов оркестър, химическа лаборатория, спортна база и педагогически музей. Децата създават училищната благотворителна организация „Сен Венсан де Пол“, която помага на хиляди бедни семейства от града. Ученическото религиозно-нравствено дружество „Млада гвардия“ има за цел да следи за благочестивия и религиозен живот. Всяка година по двама от най-изявените ученици в различните класове се ръкопологат за рицари на специален празник. Това е ден, в който възпитаниците дават тържествено обещание, че ще следват пътя, посочен им от техните учители.
Униформата за всички ученици задължително включва фуражка, яка и вратовръзка. В колежа е забранено да се говори на български. Който ползва родния език, получава специална дъсчица, или „une planchette“. Тя стои у него до момента, в който друг от класа наруши правилото да се говори само на френски. Така дъсчицата минава от ръка на ръка и в края на срока последният, у когото се задържи, плаща глоба. После събраните пари се дават на бедните.
По традиция от началото на века завършили колежани и преподаватели се събират отново заедно на всеки пет години. На тези срещи възпитаниците продължават да получават напътствия и помощ от своите учители.
От идеологически съображения колежът е закрит на 1 септември 1948 г., заедно с останалите седем френски католически училища в България: Девически колеж „Св. Йосиф“, ул. „Лавеле“№ 2 – София; Мъжки колеж „Св. Кирил и Методий“, Лозенец – София; Девически колеж „Св. Йосиф“ – Пловдив; Девическа гимназия „Нотър Дам Де Сион“ – Русе; Девическа гимназия „Св. Мария“ – Русе; Смесена гимназия – Варна и Основно училище и прогимназия – Бургас.

### Програми
Първоначално в колежа съществуват два отдела – за науки и за литература.
През 1903 г. по идея на Херман Гислер в учебната програма на колежа се въвеждат спортните игри с топка. През 1908 г., боксът е също въведен в учебната програма.
През 1908 г. към колежа е разкрит търговски отдел, уреден съобразно програмата на Висшето търговско училище в Марсилия и признат от МНП три години по-късно.

### Музика
Колежът на успенците играе и ярка културна роля в Пловдив. Силно развитие в него получава музиката, която датира от времето на Първото пловдивско изложение през 1892 г. Тогава е създаден първият духов ученически оркестър, наброяващ над 60 музиканти в следващите години. През 1900 г. е основан т. нар. „струнен оркестър“, представляващ всъщност пълноценна симфонична формация с над 30 музиканти, 1/3 от които учители. През 1906 г. се създава и мандолинен оркестър. Училищните оркестри неизменно присъстват на всички тържествени прояви в града. Наред с оркестрите в колежа се организират и хорове, които участват в църковни служби и представления.

### Спорт
През първите години на ХХ век, възпитаниците на колежа „Свети Августин“ допринасят за разпространението на спортните игри в град Пловдив и най-вече за популяризирането на играта с топка, наречена – футбол. В периода 1906 – 1907 година в колежа е създаден първият футболен тим, който оказва заразително влияние върху младежите от Пловдив.
Водеща е ролята на колежа и в развитието на организирания спорт – атлетика, гимнастика, колоездене. Чрез колежаните през периода 1910 – 1911 футболът се разпространява и добива популярност сред пловдивската общественост и в града изникват дребни махленски клубчета с най-разнообразни европейски и български имена.
На 22 април 1912 г.се изиграва първият междуградски мач в България. На пловдивски терен отборът на френския колеж „Свети Августин“ посрещна сборен тим от най-добрите състезатели на София. Дотогава различните класове на колежа играели футболни срещи помежду си. "Христо Ботев-Футболно дружество" е създаден през същата година от ученици на Първа мъжка гимназия и колежа.
На особена почит сред преподавателите и учениците е и туризмът, който те практикуват в полите на Родопите няколко години преди Алеко Константинов да се изкачи на Черни връх.

### Музей
С всеотдайния си труд отец Таверние създава педагогически музей. Ръководи го до 1928 г. и следващите 20 години Херман Гислер основно отговаря за него. След закриването на колежа музейната колекция е разпределена между Природонаучния музей, Археологическия музей, Историческия музей и Градска художествена галерия. Но за периода 1948-1952 г. се помещава в Библиотеката и музей на старините в Пловдив.

## Преподаватели и възпитаници
Сред преподавателите и възпитаниците на колежа са знаменити българи, известни учени, юристи, медици и общественици.
Ръководителят на колежа Жерве Кенар и колегата му Херман Гислер извършват истински подвиг за България след края на Първата световна война. Габровският индустриалец Пенчо Семов им осигурява 300 хиляди златни лева за разноски при пътуванията из Европа в защита на българската кауза. Без тяхната намеса България е щяла да остане с граница до Стара планина. Цялата южна част на страната заедно с градове като Пловдив, Стара Загора, Бургас и Горна Джумая, са щели да станат гръцки. Заради техния принос в полза на България цар Борис III след години ги нарича „забравените защитници на България“. Духовниците съдействат за намаляване на репарациите на България от 12 на 2,5 милиарда франка, чрез организиране на мощна пробългарска кампания в навечерието и по време на подписването на Ньойския мирен договор.
Друг директор на колежа – отец Озон Дампера – участва в българската делегация на Парижката мирна конференцията след Втората световна война и помага българите да получат благоприятни условия.

### Директори
- Александър Шилие 1884-1885, 1889-1893
- Пиер Декан – 1885-1889
- Ели Бикмар – 1893-1908
- Жерве Кенар – 1908-1920
- Прива Белар – 1920-1925
- Флавиен Сено – 1925-1934
- Озон Дампера – 1934-1946
- Донасиен Тераз – 1946-1948

### Преподаватели
- Тодор Панчев – заслугите на скромния и трудолюбив учител са забелязани от французите – на специално тържество на 29 юни 1909 г. френският консул в Пловдив връчва на Тодор Панчев ордена Palmes academiques (Академически палми).[9]
- Васил Ганев – учител по музика, син на крупния асеновградски фабрикант Димитър Ганев (Ганеолу) и баща на диригента Димитър Ганев, на актьора Янко Ганев и на музиканта Георги Ганев

- Христо Максимов – Мирчо – български език
- Петър Динеков – български литературен историк, критик и фолклорист
- Стою Шишков – история
- Стефан Бобчев
- архимандрит Кристоф Порталие, философия
- отец Методий Устичков
- отец Камен Вичев, философия и под-директор по учебна работа
- отец Йосиф Джиджов
- отец Роберт Матей Шишков
- отец Борис Таверние – история
- отец Жан Мишел
- отец Херман Гислер – под-директор, ръководител на духовия оркестър[10]
- отец Гастон Сергерар – автор на френски книги за България – „Българските царе на Средновековието“, „Симеон Велики“, „Присъствието на България във френската литература“, и др.
- отец Еманюел Креенбюл – история на музиката, пианист, диригент
- Йосиф Цалдр – музика[10]
- Недко Каблешков – уредник в музея на колежа

### Преподаватели, завършили колежа
- Любомир Генчев – преподавател по френски език и литература, първият български френскоезичен писател, преводач[11]
- епископ Самуил Джундрин
- екзарх Методий Стратиев
- отец Асен Чонков

### Възпитаници
- Цанко Лавренов – художник
- Георги Шагунов – капелмайстор
- Петър Увалиев – общественик-емигрант
- Енрико ди Мазей – италиански оперен певец, тенор
- Димитри Иванов – журналист и преводач
- Тодор Кювлиев – професор[12]
- Иван Петров – професор
- Светлозар Раев – политик и художник
- Павел Каръков – банатски българин, общественик, филолог, политзатворник и земеделски деятел
- Илия Минев – един от водачите на легионерите в България
- Димитър Ганев – диригент, общественик
- Янко Ганев – български театрален актьор
- Георги Ганев – диригент, музикант, общественик
- Велик Вичев – архимандрит
- Гаврил Беловеждов – архимандрит
- Иван Станчов – дипломат
- Александър Николов – български джазов музикант.